# ホベルチ・ピーニョ・デ・ソウザ

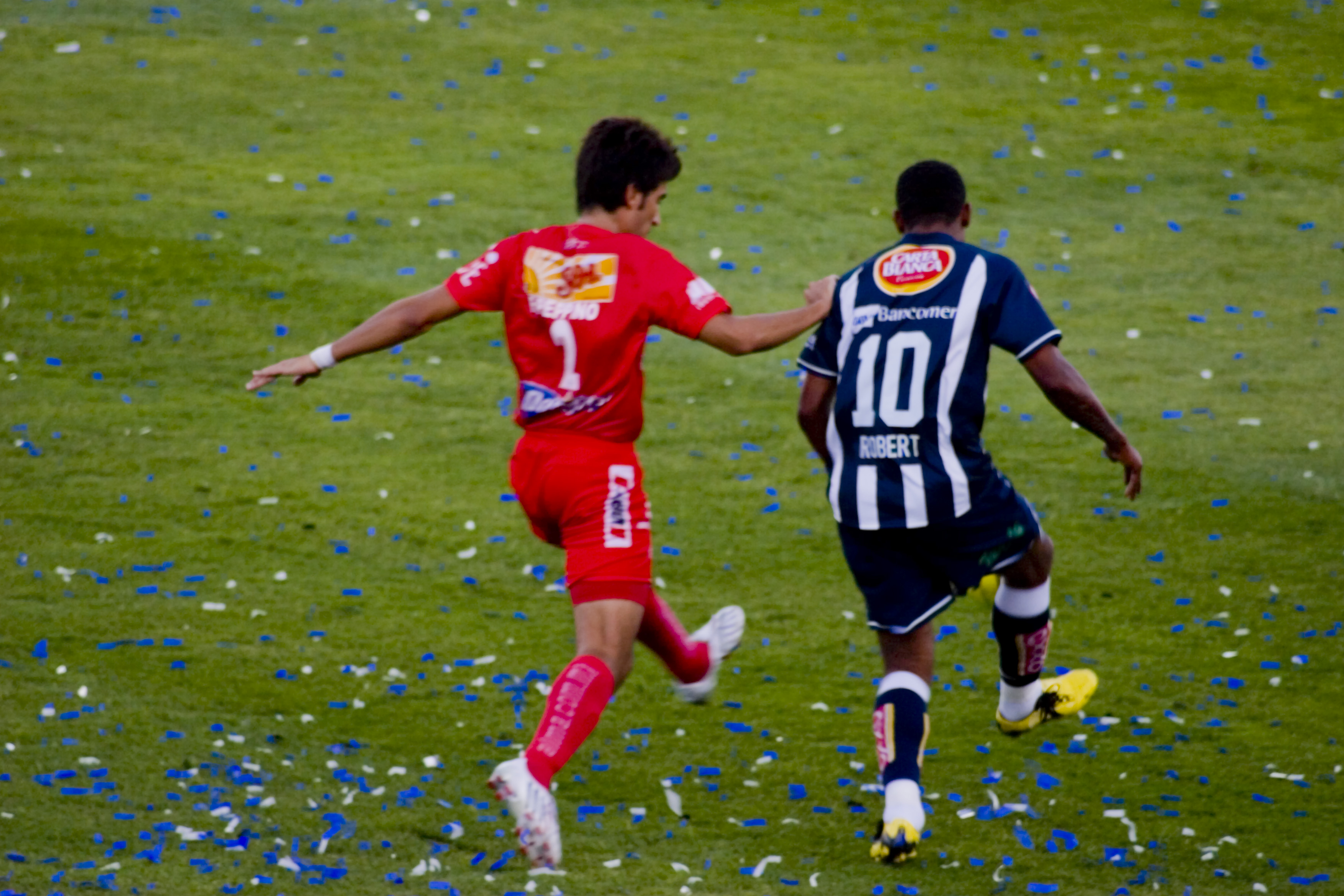
ホベルチ・ピーニョ・デ・ソウザ

ホベルチ・ピーニョ・デ・ソウザ（Robert Pinho de Souza、1981年2月27日 - ）は、ブラジル・バイーア州サルヴァドール出身の元プロサッカー選手。現役時代のポジションはフォワード。
Jリーグ、Kリーグ時代の登録名はホベルチ（ハングル: 호벨치）。

## 経歴
2003年、退団したホルヘ・デリー・バルデスの代役として川崎フロンターレに加入した。J1昇格の切り札として期待されたが、期待通りの成績は残せずに同年末に退団した。

## 所属クラブ
- 1999年 - 2000年  コリチーバFC
- 2001年  ボタフォゴFC (サンパウロ州)
- 2001年 - 2002年  セルヴェットFC
- 2002年 - 2003年  ADサンカエターノ
- 2003年  FCスパルタク・モスクワ
- 2003年7月 - 12月  川崎フロンターレ
- 2004年  CFアトラス
- 2005年  PSVアイントホーフェン
- 2006年 - 2007年  レアル・ベティス
- 2007年  アル・イテハド
- 2008年  CFモンテレイ
- 2008年  UAGテコス
- 2009年  クラブ・アメリカ
- 2009年 - 2010年  SEパルメイラス
- 2010年  クルゼイロEC
- 2011年  ECバイーア
- 2011年  プエブラFC
- 2011年  アヴァイFC
- 2012年  済州ユナイテッドFC
- 2012年  セアラーSC
- 2013年  クルブ・ネカクサ
- 2013年  ボアEC
- 2013年 - 2014年  フォルタレーザEC
- 2014年  サンパイオ・コヘイアFC
- 2015年  ECヴィトーリア
- 2016年  パラナ・クルーベ
- 2016年  グジラ・ユナイテッドFC
- 2017年  オエステFC
- 2018年  グレミオ・オザスコ・アウダックス
- 2018年  サンタクルスFC
- 2018年  アソシアソン・ポルトゥゲーザ・ジ・デスポルトス
- 2018年  フロレスタEC

## 個人成績
| 国内大会個人成績 | 国内大会個人成績 | 国内大会個人成績 | 国内大会個人成績 | 国内大会個人成績 | 国内大会個人成績 | 国内大会個人成績 | 国内大会個人成績 | 国内大会個人成績 | 国内大会個人成績 | 国内大会個人成績 | 国内大会個人成績 |
| 年度             | クラブ           | 背番号           | リーグ           | リーグ戦         | リーグ戦         | リーグ杯         | リーグ杯         | オープン杯       | オープン杯       | 期間通算         | 期間通算         |
| 年度             | クラブ           | 背番号           | リーグ           | 出場             | 得点             | 出場             | 得点             | 出場             | 得点             | 出場             | 得点             |
| 日本             | 日本             | 日本             | 日本             | リーグ戦         | リーグ戦         | リーグ杯         | リーグ杯         | 天皇杯           | 天皇杯           | 期間通算         | 期間通算         |
| ---------------- | ---------------- | ---------------- | ---------------- | ---------------- | ---------------- | ---------------- | ---------------- | ---------------- | ---------------- | ---------------- | ---------------- |
| 2003             | 川崎             | 9                | J2               | 16               | 6                | -                | -                | 0                | 0                | 16               | 6                |
| 通算             | 日本             | 日本             | J2               | 16               | 6                | -                | -                | 0                | 0                | 16               | 6                |
| 総通算           | 総通算           | 総通算           | 総通算           | 16               | 6                | 0                | 0                | 0                | 0                | 16               | 6                |

## 代表歴
- U-20ブラジル代表
- U-23ブラジル代表